# Tears Dry on Their Own
"Tears Dry on Their Own" é uma canção gravada pela cantora e compositora britânica Amy Winehouse para o seu segundo álbum de estúdio, Back to Black (2006). Com produção de Salaam Remi e escrita pela própria artista, o tema contém trechos de "Ain't No Mountain High Enough" (1967), gravada pelo cantor Marvin Gaye e escrita por Nickolas Ashford e Valerie Simpson. Descrita como a melodia mais otimista do álbum, consiste em elementos de R&B e soul e combina um tema triste, que fala sobre seguir em frente após o fim de um relacionamento, com uma melodia animada. O seu lançamento ocorreu em 10 de agosto de 2007 na Irlanda e no dia 13 do mesmo mês no Reino Unido, através da editora discográfica Island Records, servindo como o quarto single do disco.
A obra recebeu análises geralmente positivas da crítica contemporânea especializada, que elogiou os vocais da cantora e o sentimento de otimismo transmitido pela canção. No campo comercial, obteve um desempenho bem inferior em relação aos primeiros lançamentos do disco. No Reino Unido, ela entrou no 67.º posto da lista oficial das mais vendidas e chegou à sua posição mais elevada como número dezesseis, atingindo o primeiro lugar na UK Airplay Chart. Nos Estados Unidos, assim como o lançamento anterior, não conseguiu enumerar-se na Billboard Hot 100, a principal parada musical do país, qualificando-se apenas na quadragésima colocação do periódico genérico Hot Adult R&B Airplay. Na Europa Continental, figurou nas paradas de países como Alemanha, Portugal, França e Suécia, chegando ao cume na Ucrânia.
O vídeo musical acompanhante foi dirigido por David LaChapelle e gravado em maio de 2007, em  Hollywood, Califórnia, sendo lançado através da iTunes Store. As cenas retratam a cantora a caminhar pelas ruas da cidade enquanto interpreta a canção. Como parte da divulgação da obra, Winehouse apresentou-a em diversos programas televisivos e incluiu-a ao repertório da digressão musical de Back to Black. Além disso, relançou-a em um remix com o rapper Usher. Também foi editada em uma versão balada e incluída na primeira compilação póstuma da cantora, Lioness: Hidden Treasures (2011). Em 2014, foi incluída na trilha-sonora da telenovela brasileira O Rebu (2014).

## Antecedentes e composição
"Tears Dry on Their Own" trata-se de uma canção cuja linha melódica deriva dos gêneros R&B e soul, com elementos de música folclórica. A sua gravação decorreu em novembro de 2005 nos estúdios Instrument Zoo Records, em Miami, na Flórida, e Sole Channel Studios, em Nova Iorque, sob a produção de Salaam Remi.[carece de fontes?] Foi a primeira música gravada por Amy Winehouse para Back to Black. A sua composição foi construída com o trabalho de tambores por Troy Auxilly-Wilson e trompetes e fliscorne de Bruce Purse.[carece de fontes?] Auxilly-Wilson também tratou do tamborim, ao passo que Vincent Henry ficou a cargo dos saxofones tenor, barítono e alto, flauta, piano, celesta e guitarra, e Tom Elmhirst e Matt Paul responsabilizaram-se pelo processo de remixagem.[carece de fontes?]
| “ | 'Tears Dry on Their Own' é sobre o meu rompimento com Blake (...) Eu não deveria ter dado início a um relacionamento com ele, pois ele estava envolvido com outra pessoa. A música é sobre quando nós nos separamos e eu dizia a mim mesma: 'Tudo bem, você está triste agora, mas você vai superar isto'. | ” |

A letra foi composta por Winehouse, sendo que a cantora utilizou trechos de "Ain't No Mountain High Enough" (1967), uma gravação de Marvin Gaye, escritos por Nickolas Ashford e Valerie Simpson, creditados nas notas da obra como compositores. Liricamente, relata as tentativas da artista de seguir em frente, após o fim do seu relacionamento com o então assistente de vídeo Blake Fielder-Civil, sendo descrita como a faixa mais otimista do álbum. De acordo com a partitura publicada pela Sony/ATV Music Publishing, a música foi escrita em compasso de tempo comum com um ritmo de 120 batidas por minuto, em uma clave de mi e si  e o vocal de Winehouse varia entre as notas E3 e B4, com sequência básica de Mi-Si-Fá-Lá.

## Crítica profissional
| Críticas profissionais | Críticas profissionais |
| Avaliações da crítica  | Avaliações da crítica  |
| Fonte                  | Avaliação              |
| ---------------------- | ---------------------- |
| BBC Music              | [ 8 ]                  |
| Billboard              | (Positiva)             |
| Daily Record           | [ 10 ]                 |

"Tears Dry on Their Own" recebeu análises geralmente positivas por parte dos profissionais especializados. O repórter Fraser McAlpine, da emissora de rádio e televisão BBC Music, por exemplo, atribuiu-lhe quatro de cinco estrelas permitidas e definiu-a como: "Habilmente produzida para recriar os tempos dourados do soul dos anos 1960". Nate Chinen, da revista Vibe, chamou-a de: "Desesperadamente devastadora". A revista Billboard sentiu que Winehouse funde o melhor dos anos 1967 e do soul contemporâneo em "Tears Dry on Their Own", alegando que a faixa relata o "inevitável retiro" da cantora dentre os homens, sobre a interpretação do clássico de Ashford & Simpson, "Ain't No Mountain High Enough".
Dylan S., da página on-line Sputnik Music, chamou-a de a "anti-balada" de Back to Black (2006), alegando que "Tears Dry on Their Own" mostra Winehouse empolgada e otimista, em contraste com a faixa antecedente, "Love Is a Losing Game", ao passo que Dave De Sylvia, da mesma publicação, descreveu a obra como um ritmo-instável e meio-arrebatado. Na revista estadunidense Entertainment Weekly, Leah Greenblatt descreveu-a como melodiosamente comovente e elegeu-a o quinto melhor lançamento de Amy Winehouse. Tim Chester, da revista britânica NME, adjetivou a canção como uma narrativa cativante. John Murphy, da revista eletrônica MusicOMH, afirmou que "Tears Dry on Their Own" é um dos destaques de Back to Black e elogiou a produção "suave" de Salaam Remi, enfatizando a união do glorioso embalo do refrão com os vocais graves de Winehouse. Chris Taylor, da britânica Gigwise, em análise ao disco, citou o tema como uma das canções que evidenciam que a presença do pop dos grupos femininos dos anos 1960 e 1950, como as Ronettes, ressoam ao longo do álbum. Na publicação estadunidense Pitchfork Media, Stuart Berman colocou a canção na 78.ª posição de lista "Melhores Músicas de 2007", descrevendo "Tears Dry on Their Own" como uma "melancolia suavizada", ficando no número 49 no catálogo de mesmo título da Gigwise.

## Vídeo musical
O vídeo da canção foi gravado em 22 de maio de 2007, em Hollywood, na Califórnia, e disponibilizado comercialmente em 18 de junho de 2007 na loja virtual iTunes Store, enquanto no Youtube foi liberado apenas em 2009, através do canal de Winehouse no serviço Vevo. Foi dirigido por David LaChapelle e mostra Winehouse a caminhar pelas ruas da cidade, bem como em um quarto do hotel Grand Hotel, localizado no La Cienega Boulevard.
Começa com a cantora em um quarto de hotel, o qual incide a luz amarelada do sol, interpretando a música, mas logo ela sai caminhando por locais bem coloridos e movimentados do Echo Park, em Los Angeles, durante o dia e à noite. Nas ruas, há pessoas das mais normais às mais estranhas e Amy Winehouse esbarra em algumas delas, além de andar à vontade. Ao longo da gravação, ela é vista em cenas do hotel e das ruas, sendo que no final mostra a intérprete a retornar ao seu apartamento. No último versículo, ela está deitada em sua cama, com garrafas de bebidas ao seu lado.

## Faixas e versões
"Tears Dry on Their Own" foi disponibilizado através de download digital e em formato físico. Na América do Norte, o single foi relançado em um remix com o rapper Usher. Além disso, foi disponibilizada nos Estados Unidos como um extended play (EP), que contém além da versão original da música, a versão com Usher, um segundo remix e uma outra canção, "You're Wondering Now".
| Extended play (EP) digital dos Estados Unidos |                                                           |         |  |
| N.º                                           | Título                                                    | Duração |  |
| 1.                                            | "Tears Dry On Their Own"                                  | 3:05    |  |
| 2.                                            | "You're Wondering Now"                                    | 2:30    |  |
| 3.                                            | "Tears Dry On Their Own" (Sole Channel Mix)               | 6:40    |  |
| 4.                                            | "Tears Dry On Their Own (Al Usher Remix)" (Usher's Remix) | 7:00    |  |

| Maxi single do Reino Unido |                          |         |  |
| N.º                        | Título                   | Duração |  |
| 1.                         | "Tears Dry On Their Own" | 3:06    |  |
| 2.                         | "You're Wondering Now"   | 2:30    |  |

| CD single do Reino Unido e Irlanda |                          |         |  |
| N.º                                | Título                   | Duração |  |
| 1.                                 | "Tears Dry On Their Own" | 3:05    |  |

## Créditos
Lista-se abaixo os profissionais envolvidos na elaboração de "Tears Dry on Their Own":[carece de fontes?]
| - Amy Winehouse: vocal principal, compositora - Dave Bishop e Ian Hendrickson-Smith: saxofone barítono - Salaam Remi: produtor, guitarra, baixo elétrico - Troy Auxilly-Wilson: bateria, tamborim - Nick Ashford e Valerie Simpson: compositores | - Vincent Henry: saxofones tenor, barítono, alto flauta, piano, celesta - Tom Elmhirst e Matt Paul: remixagem - Zalon Thompson e Ade Omotayo: vocais de apoio - Troy Auxilly-Wilson: trompete - Jamie Talbot, Mike Smith e Neal Sugarman: saxofone tenor |

## Desempenho comercial
"Tears Dry on Their Own" fez sua estreia nas tabelas musicais através da 67.ª colocação da edição de 1.º de agosto de 2007 da principal parada de canções do Reino Unido, a UK Singles Chart, antes mesmo do seu lançamento, devido às vendas digitais. De seguida, saltou para o 37.º posto. Após ser lançada oficialmente, a obra subiu treze posições em relação à semana anterior, alcançando o número 24, com aproximadamente cinco mil unidades faturadas, tornando-se o quarto top trinta consecutivo de Winehouse em território britânico. Na edição divulgada no dia 25 do mesmo mês, o tema posicionou-se no número dezesseis, com mais de oito mil cópias digitais vendidas, estabelecendo a sua posição pico na lista. Simultaneamente, ocupara o primeiro emprego do periódico genérico UK Airplay Chart pela sua terceira semana consecutiva, passando um total de cinco semanas no topo.  De acordo com a Official Charts Company (OCC), a música havia vendido 84 mil unidades em território britânico, até dezembro de 2007. O single é o quarto mais bem vendido da carreira de Amy Winehouse no país — atrás apenas de "Valerie", um cover da banda The Zutons, originalmente lançado em 2006, "Rehab" e da faixa homônima de Back to Black.
No mercado internacional, "Tears Dry on Their Own" obteve êxito maioritariamente nas tabelas musicais da Europa Continental; na Irlanda, o single acabou por debutar em sua posição mais elevada na IRMA Singles Chart, a 26.ª, na edição publicada em 16 de agosto de 2007. Em Portugal, alcançou a sétima colocação da Portugal Digital Songs, o terceiro trabalho de Amy Winehouse a conseguir enumerar-se dentre as dez primeiras colocações da tabela, seguido de "Rehab" e da faixa-título de Back to Black, que atingiram a terceira posição da lista. Na Bélgica, "Tears Dry on Their Own" chegou à 15.ª posição das mais tocadas nas estações de rádio da Valônia, enquanto que na região de Flandres atingiu o número três como posição pico. Na Ucrânia, tornou-se o primeiro número um da cantora no país, tendo chegado à liderança em abril de 2008. No Norte da América, a composição não obteve vendas o suficiente para figurar na principal parada musical dos Estados Unidos, a Billboard Hot 100, qualificando-se apenas no quadragésimo posto da Hot Adult R&B Airplay.
| Tabela musical (2007 - 2011)                           | Melhor posição |
| ------------------------------------------------------ | -------------- |
| África do Sul (MediaGuide)                             | 9              |
| Alemanha (Media Control Charts)                        | 56             |
| Bélgica (Airplay Chart top 50 de Flandres)             | 3              |
| Bélgica (Airplay Chart top 40 da Valônia)              | 15             |
| Croácia (Hrvatska Airplay Radio Chart)                 | 6              |
| Escócia (Scottish Singles and Albums Charts)           | 32             |
| Estados Unidos (Hot Adult R&B Airplay)                 | 40             |
| França (Syndicat National de l'Édition Phonographique) | 87             |
| Hungria (Magyar Hanglemezkiadók Szövetsége)            | 38             |
| Irlanda (IRMA Singles Chart)                           | 26             |
| Países Baixos (MegaCharts)                             | 14             |
| Portugal (Portugal Digital Songs)                      | 7              |
| Reino Unido (UK Singles Chart)                         | 16             |
| Reino Unido (The Official UK Airplay Chart)            | 1              |
| Reino Unido (UK R&B Songs)                             | 6              |
| Romênia (Romanian Top 100)                             | 70             |
| Suécia (Swedish Recording Industry Association)        | 24             |
| Ucrânia (ФДР Україна чартах)                           | 1              |
| União Europeia (European Hot 100 Singles)              | 40             |

| Região (Certificador) | Certificação | Vendas   |
| --------------------- | ------------ | -------- |
| Reino Unido (BPI)     | Prata        | 200.000+ |

## Histórico de lançamento
"Tears Dry on Their Own" foi enviada às estações de rádio irlandesas em 10 de agosto de 2007. O tema também foi comercializado como CD single e maxi single. Três dias depois, a obra foi disponibilizada nos mesmos formatos em solo britânico e em download digital. Em território estadunidense, também foi lançada em formato de extended play (EP) digital.
| País           | Data                 | Formato                             | Gravadora       |
| -------------- | -------------------- | ----------------------------------- | --------------- |
| Irlanda        | 10 de agosto de 2007 | Download digital[carece de fontes?] | Island Records  |
| Irlanda        | 10 de agosto de 2007 | CD single[carece de fontes?]        | Island Records  |
| Reino Unido    | 13 de agosto de 2007 | Maxi single[carece de fontes?]      | Island Records  |
| Reino Unido    | 13 de agosto de 2007 | CD single[carece de fontes?]        | Island Records  |
| Estados Unidos | 13 de agosto de 2007 | Download digital                    | Universal Music |
| Estados Unidos | 13 de agosto de 2007 | Extended play (EP) digital          | Universal Music |
| Estados Unidos | 13 de agosto de 2007 | Download digital (Al Usher's Remix) | Universal Music |